# Гејлсбург (Илиноис)
Гејлсбург (енгл. Galesburg) град је у америчкој савезној држави Илиноис. По попису становништва из 2010. у њему је живело 32.195 становника.

## Демографија
Према попису становништва из 2010. у граду је живело 32.195 становника, што је 1.511 (4,5%) становника мање него 2000. године.
| Група             | 2000.          | 2010.          |
| Белци             | 27.688 (82,1%) | 25.114 (78,0%) |
| Афроамериканци    | 3.437 (10,2%)  | 3.698 (11,5%)  |
| Азијати           | 346 (1,0%)     | 290 (0,9%)     |
| Хиспаноамериканци | 1.688 (5,0%)   | 2.237 (6,9%)   |
| Укупно            | 33.706         | 32.195         |